# エクシング
株式会社エクシング（英: XING INC.）は、通信カラオケ等を主業務とする会社。ブラザー工業グループで、本社は愛知県名古屋市瑞穂区桃園町3番8号。主にJOYSOUND（通信カラオケ業界第2位）とUGA（通信カラオケ業界第3位）を運営している。

## 沿革
1992年（平成4年）にブラザー工業、インテック、旧ブラザー販売の3社によって、業務用通信カラオケ「JOYSOUND」の企画・開発を行うために設立された。「JOYSOUND」の企画・販売や各種情報サービスの提供、携帯電話用着信メロディ配信サイト「ポケメロJOYSOUND」をはじめとする携帯電話用コンテンツの企画・制作・配信などを行っている。特にJOYSOUNDはかつて通信カラオケ業界でシェア1位だった時期もある。かつてエクシングの直営であったカラオケボックス「JOYSOUND直営店」や飲食店などの運営は、子会社のスタンダードへ移管している。
1990年代半ばから2000年代初頭にかけては「エクシング・エンタテイメント（XING ENTERTAINMENT）」のブランド名で、家庭用ゲーム機向けにゲームソフトの開発・発売を行っていた。また、ブラザー工業のパソコンソフト自動販売機「ソフトベンダーTAKERU」の事業末期には、通信システム事業の一環として業務を引き継いでいた。
2006年（平成18年）4月1日、カラオケ孫悟空を展開する日本ビクター（現：JVCケンウッド）系の子会社であるビクターレジャーシステム（新社名「JLS」、後に吸収合併）の全株式を譲り受け、同機種の権利を獲得した。また、X2000と後継機種Lavcaを展開していたタイトーとは、かつて通信カラオケ事業において関連製品の共同開発や楽曲の相互提供を行っており、2006年7月1日にはタイトーから業務用通信カラオケ事業（分社名JAX・後に吸収合併）の譲渡を受けた。
さらに2009年（平成21年）9月には、親会社のブラザー工業が、USENの子会社でUGAなどを運営する業界シェア2位のBMB買収でUSENと合意したことを発表、2010年（平成22年）1月にはエクシングがBMBを買収・完全子会社化したことで、エクシングとBMBを擁するブラザー工業グループはDAMを運営する第一興商に次ぐ業界シェア第2位となった。そして2010年7月1日付でBMBを吸収合併しUGAもエクシングが運営することになり、業務用通信カラオケ業界はエクシングと第一興商がほぼ100%の業界シェアを握る複占状態となった。BMBは法人としては消滅したが、同社の海外事業はBMBインターナショナルとして新設の子会社に移管され、旧BMBから引き継いだ製品のブランドおよび海外向け製品のブランドとして現在も存続している。BMBブランドの海外向け製品の一部は家庭用として日本仕様のものが販売されている。
なお、BMBの吸収合併に伴い「ヒトカラ」の商標権も取得しているが、同商標は元々セガカラを製造していたセガ・ミュージック・ネットワークスが保有していたものを、BMBが全株式を取得し合併した際に取得したものである。
2013年（平成25年）8月5日から、以前から機器開発で協力関係にあった韓国のカラオケ機器メーカーの金永と提携し、金永製の機器（KMS-A100/XING型）の日本総代理店となる予定。なお、同年5月からは先行して逆にuga next（UGA-N10(K)型）が韓国国内で販売されているが元々uga nextおよびUGANAVI KINGは金永が開発・生産していたものである。また、KMS-A100は以前から金永の日本法人であるケーワイジャパンが販売していた。

## 年表
- 1992年（平成4年）
  - 5月6日 - ブラザー工業・インテック・旧ブラザー販売の3社によって設立。本社（本店）は名古屋市昭和区桜山町。
  - 10月 - 通信カラオケ端末「JOYSOUND」発売。
- 1993年（平成5年）
  - 6月 - 関東・北海道・東北・関西営業所を設置。
  - 7月 - 中部営業所を設置。
  - 8月 - 東京都港区に東京事業所を設置。
  - 9月 - 九州営業所を設置。
- 1996年（平成8年）
  - 4月 - 本社を名古屋市中区錦に移転。
  - 7月 - 音楽著作物などの管理・運用を行う100%子会社「株式会社エクシング・ミュージックエンタテイメント」を東京都港区（東京事業所内）に設立。
- 1997年（平成9年）7月 - 本社を現在地（名古屋市瑞穂区塩入町）に移転。
- 1999年（平成11年）4月1日 - ブラザー工業が旧ブラザー販売を吸収合併、ブラザー工業グループ側の資本が一本化。
- 2002年（平成14年）4月 - 東京事業所を東京都港区芝に移転。
- 2006年（平成18年）
  - 4月1日 - 日本ビクター系のカラオケ事業子会社「ビクターレジャーシステム株式会社」の全株式を日本ビクターならびにビクターエンタテインメント（現：JVCケンウッド・ビクターエンタテインメント）から譲り受け完全子会社化。株式会社JLSに商号変更し、SONGOKUの権利を獲得。
  - 7月1日 - JLSを吸収合併。同日、タイトー系のカラオケ事業子会社「株式会社JAX」（同日会社分割で設立）の全株式をタイトーから譲り受け完全子会社化、LavcaならびにX-2000の権利を獲得。
- 2007年（平成19年）4月2日 - JAXを吸収合併。JLS買収以降分散していた企画・制作・営業体制を再統合。
- 2008年（平成20年）12月18日 - 業界初の点字カラオケシステムを発表[10]。
- 2010年（平成22年）
  - 1月20日 - USEN系のカラオケ事業子会社「株式会社BMB」の全株式をUSENから譲り受け完全子会社化。UGAシリーズなど多数の機種の権利を獲得。
  - 7月1日 - BMBを吸収合併。東京の事業所を東京本社（旧BMBの本社機能等を含む）に統合。製品紹介サイト「JOYSOUND×UGA.com」発足。
- 2011年（平成23年）
  - 2月末日 - Lavcaの修理受付を終了[11]。
  - 3月末日 - Lavcaの楽曲配信を終了[11]、SONGOKUの修理受付・楽曲配信を終了[12]。
  - 4月 - ジョイサウンド直営店（京橋・金山・堀田）を旧BMBから引き継いだ子会社のスタンダードに移管。従前スタンダードが保有していた店舗も直営店の扱いとなった。
- 2012年（平成24年）
  - 5月31日 - 旧BMBのカラオケ総合コミュニティサイトである「うたウガ」が閉鎖。
  - 7月1日 - 株式会社言語工学研究所の全事業を譲受[13]。
- 2013年（平成25年）
  - 5月 - 韓国のカラオケ事業会社「株式会社金永（주식회사 금영）」を通じてuga nextを韓国へ輸出開始[7]。
  - 8月1日 - カカオトークのアイテムストア運営について株式会社カカオジャパンと業務提携を締結[14]。
  - 8月5日 - 韓国のカラオケ事業会社「株式会社金永」のカラオケ機種「KMS-A100」の日本総代理店となる[7]。
  - 8月14日 - TOBによりインターネットカフェ「ゆう遊空間」やカラオケ「メガトン」を運営する「株式会社メディアクリエイト」の株式84.50%を取得。同年11月29日をもって完全子会社化[15]。
  - 10月22日 - テックファーム株式会社（現・テックファームホールディングス株式会社）と資本・業務提携を締結[16]。
- 2014年（平成26年）4月1日 - 子会社の株式会社スタンダードが同じく子会社の株式会社メディアクリエイトを吸収合併。
- 2015年（平成27年）
  - 4月1日 - 子会社の株式会社みやざき友栄（現・宮崎支店）を吸収合併。
  - 4月28日 - 株式会社JVCケンウッドより、JVCケンウッドが保有する株式会社テイチクエンタテインメントの全株式を譲り受け子会社化[17][18][19]。
- 2017年（平成29年）4月1日 - 簡易株式交換によりブラザー工業株式会社の完全子会社となる[1]。
- 2023年（令和5年）
  - 1月 - ライバーのマネジメント事業を行う「JOYSOUND LIVER PROMOTION」を立ち上げ[20]。
  - 6月 - ColorSing株式会社と資本業務提携[21]。

## 製品・サービス

### モバイルコンテンツ
- うたスキ
- うたウガ
- ポケメロJOYSOUND
- ポケうたJOYSOUND
- うたフルJOYSOUND
- ドコカラJOYSOUND
- デジ歌詞JOYSOUND
- ギタナビJOYSOUND
- ポケらいふ
- ポケ声&ポケ音
- 動画deポケ声
- ポケメロコール
- 待受画面メロディ
- インディー'SS
- 洋楽U☆K TUNE
- 育っ!ちびペット
- ポケメロビーマニ
- ドラゴン桜IQ革命
- TBS未来日記
- イマノママデイイノ!?
- モンチッチ
- PRIDE公式モバイルサイト
- 格闘技通信公式モバイルサイト
- ラブベリー.net
- きせかえ音楽プレイヤー

等多数

### ネットワークコンテンツ
- EXERMUSIC（エクサミュージック） - ジョギング用音楽配信サービス。

## かつての製品・サービス

### ゲームソフト
- 海腹川背・旬
  - 海腹川背・旬 〜セカンドエディション〜
- MEREMANOID 〜マーメノイド〜
- K-1 FIGHTING ILLUSIONシリーズ
  - FIGHTING ILLUSION K-1 GRAND PRIX
  - FIGHTING ILLUSION 〜K-1 REVENGE〜
  - FIGHTING ILLUSION 〜K-1 GRAND PRIX'98〜
  - FIGHTING ILLUSION V K-1 GRAND PRIX'99
  - FIGHTING ILLUSION K-1GP 2000
- K-1 王者になろう!
- ぐっすんおよよ
- ミスティックドラグーン
- 海底大戦争
- 聖ルミナス女学院
- アサンシア 〜魔杖の呪縛〜
- 皇龍三國演義
- 昇龍三國演義
- ドキドキプリティリーグシリーズ
  - ドキドキプリティリーグ〜熱血乙女青春記〜
  - ドキドキプリティリーグ Lovely Star
- プリズナー・オブ・アイス
- 3×3EYES 吸精公主
- ウルフファング空牙2001
- 天地無用!登校無用
- アーケードギアーズシリーズ
  - プリルラ アーケードギアーズ 1
  - ガンフロンティア アーケードギアーズ
  - イメージファイト&Xマルチプライ
  - ワンダー3 アーケードギアーズ
- ガーディアンリコール 〜守護獣召喚〜
- レシプロヒート5000
- ロードランナードムドム団のやぼう
- フローティングランナー
- パンツァージェネラル
- アライドジェネラル
- エアレース チャンピオンシップ
- メビウスリンクシリーズ（販売のみ）

### その他
- 翻訳ソフト（ブラザー工業へ事業譲渡）
- 証明書自動発行システム「証太郎」（昭和精機へ事業譲渡）

## 事業所
- 本社（愛知県名古屋市瑞穂区）
- 東京本社、首都圏支社、関東支社（東京都港区） - 旧BMBが合併直前に移転。
- 北海道・東北支社、札幌支店（北海道札幌市中央区）
  - 仙台支店（宮城県仙台市太白区）
- 中部支社、名古屋支店（愛知県名古屋市熱田区）
- 関西支社、大阪支店（大阪府大阪市西淀川区）
- 九州・中四国支社、福岡支店（福岡県福岡市博多区）
  - 広島支店（広島県広島市西区）
- ジョイサウンド直営店
  - かつて運営していた直営店[注釈 1]は、子会社のスタンダードに移管されている。

## 関連会社
- 株式会社スタンダード（直営カラオケボックス、複合カフェ運営、飲食店運営）
- 株式会社テイチクエンタテインメント（音楽・映像ソフト等の企画・制作・販売）
- 株式会社エクシング・ミュージックエンタテイメント（著作権の管理・開発、楽曲配信）
- 株式会社エクシングミュージック（著作権の管理・開発）
- 株式会社BMBインターナショナル（海外向け製品取扱）
- 美音美国際貿易（上海）有限公司（BMB (Shanghai) International Corp.）
- グランプリレジャーシステム株式会社
- 株式会社JOYSOUND沖縄（業務用カラオケ機器の販売・レンタル）